# Erwin Kern
Erwin Kern (Gumbinnen, 8 augustus 1898 – Saaleck, 17 juli 1922) was een Duitse marine-officier en een van de moordenaars van Walther Rathenau. Zijn mededaders waren Hermann Fischer, Ernst Werner Techow en Ernst von Salomon. Samen met Fisher kwam hij na een lange klopjacht om het leven.
Kern vocht tijdens de Eerste Wereldoorlog mee als Duits marinier. Echter, na de verloren oorlog had hij geen werk meer. Hij nam in 1921 ontslag uit de Duitse marine om rechtsgeleerdheid te gaan studeren in Kiel. Het opvolgende jaar, 1922, was hij een van de hoofdaanstichters van de moord op Walther Rathenau, en kwam samen met de andere moordaanstichter Hermann Fischer bij de klopjacht om het leven.

## Rol van Kern in moord op Walther Rathenau
Kern was aanhanger van de Pruisische mentaliteit, in tegenstelling tot Rathenau, de Duitse minister van  Buitenlandse Zaken op dat moment. Uit een later interview met von Salomon blijkt dat het motief voor de moord 'de sterkste figuur uit het kamp van de tegenstanders te elimineren' was, en niet omdat Rathenau een jood was, zoals eerder werd gedacht.

### De moord
Op zaterdag 24 juni 1922 reed Walther Rathenau, de minister van Buitenlandse Zaken in Duitsland, naar het ministerie. Ter hoogte van de Königsallee werd de auto ingehaald door een andere auto. Tijdens het inhalen beschoot Erwin Kern Walther Rathenau met een MP18-machinepistool. Een tweede man, Hermann Fischer, gooide een handgranaat in de auto. Ernst Werner Techow zat achter het stuur van hun auto. Walther Rathenau overleed ter plaatse aan zijn verwondingen.

### De Klopjacht
De moord maakte veel ophef in Duitsland. Honderdduizenden Duitsers kwamen de straat op bij wijze van protest. Men ging massaal op zoek naar de daders van deze aanslag. De chauffeur, Ernst Werner Techow, werd al snel gevat. Hij gaf al snel de namen van zijn kompanen aan de politie, die dadelijk affiches maakten met de foto en namen van de daders op, en verspreidden ze over heel Duitsland. Ernst von Salomon vluchtte naar München, Kern en Fischer vluchtten eerst naar hun basis in Rostock om zo naar Scandinavië te vluchten, maar besloten nadien om toch ook naar München te vluchten. Ze kozen voor het meest onopvallende vervoermiddel, de fiets. Net voor ze de Elbe bereikten, werden ze verraden door een spion. Ze konden nog net ontsnappen aan de politie, die de dag erna een gebied van honderd kilometer rond de plaats waar ze ontsnapten, controleerden. Elke voetganger en elke fietser werd gecontroleerd, maar toch slaagde het duo erin om te ontsnappen. Dit komt mede doordat er zeer veel mensen opdoken die enorm leken op de twee, en zich ook met de fiets verplaatsten. Later bleken dit allemaal voorstanders van het duo te zijn.

### Het Einde
Hun tocht eindigde halverwege München. In het dorpje Saaleck kregen ze van een bondgenoot onderdak in een toren. Ze werden opgemerkt toen twee mannen 's avonds vanuit een café in de buurt licht zagen branden in de toren, hoewel de eigenaar op vakantie was. Dit vonden ze verdacht en verwittigden de politie. Die ging een kijkje nemen en toen ze onderaan de toren kwamen kijken, merkten ze dat het Kern en Fischer waren die zich verscholen in de toren. De politie opende het vuur en Erwin Kern werd door een toevalstreffer geraakt aan zijn hoofd en overleed meteen. Hermann Fischer schoot zichzelf vervolgens dood.
Nadat Hitler in 1933 aan de macht kwam, kreeg Kern een ereplek onderaan de toren. Op hun sterfdag werd een ceremonie gehouden onder aanwezigheid van prominente Nazi-leden. Er werd ook een monumentale grafsteen neergezet en twee eiken geplant, die later zijn omgehakt.